# Stronghold 3
Stronghold 3 es un videojuego de estrategia en tiempo real de 2011 para Microsoft Windows desarrollado por Firefly Studios y distribuido por 7Sixty. El juego es la séptima entrega de las series después de varios spin-offs, incluyendo un remake, Stronghold: Crusader Extreme, y Stronghold Kingdoms. Es la secuela de Stronghold, lanzado en 2001, y de Stronghold 2, lanzado en 2005. A diferencia de diferentes juegos de las series que fueron distribuidos por Take-Two Interactive, el juego fue distribuido por SouthPeak Games, la nueva compañía padre de Gamecock Media Group, distribuidor de Stronghold Crusader Extreme.